# Новоградський замок
Новоградський замок (біл. Навагрудскі замак, біл. тарашк. Наваградзкі замак) — замок у місті Новогрудок, історико-культурна пам'ятка Білорусі.
| Доричний ордер | Це незавершена стаття про архітектуру. Ви можете допомогти проєкту, виправивши або дописавши її. |